# Alexeni
Alexeni è un comune della Romania di 2 358 abitanti, ubicato nel distretto di Ialomița, nella regione storica della Muntenia.